# Derek Gardner (automobilismo)
Derek Gardner (Warwick, 19 de setembro de 1931 – Lutterworth, 7 de janeiro de 2011) foi um projetista de chassis inglês. Ele trabalhou na Fórmula 1 pela Harry Ferguson Research, desenvolvendo o sistema de tração em quatro rodas para a Matra em 1969. Trabalhou com Ken Tyrrell em 1970 na Tyrrell e desenhou o primeiro chassi da equipe, o Tyrrell 001.